# Абдулкаримово (Альшеевский район)
Абдулкаримово (баш. Әбделкәрим), Маянган — деревня в Альшеевском районе Республики Башкортостан России. Входит в состав Абдрашитовского сельсовета. Живут башкиры (2002).

## История
Известна с 1859.
Основана башкирами д.Новотурумбетово Миркит-Минской волости Стерлитамакского уезда на собственных землях.
Названа по имени первопоселенца, юртового сотника Абдулкарима Турумбетова.
Занимались скотоводством, земледелием, пчеловодством. В 1906 зафиксирована мечеть.

## Население
| 2002 | 2009 | 2010 |
| ---- | ---- | ---- |
| 122  | ↘115 | ↘68  |

Историческая численность населения: в 1865 в 15 дворах проживало 102 человека; в 1906—203 чел.; 1920—295; 1939—274; 1959—249; 1989—162; 2002—122; 2010 — 68.
Национальный состав
Согласно переписи 2002 года, преобладающая национальность — башкиры (99 %).

## Географическое положение
Расположена на р.Маянган (басс. р. Уршак).
Расстояние до:
- районного центра (Раевский): 37 км,
- центра сельсовета (Абдрашитово): 10 км,
- ближайшей железнодорожной станции (Раевка): 37 км.